# مونتريال كانيديينز
مونتريال كانيديينز (بالإنجليزية: Montreal Canadiens) (بالفرنسية: Les Canadiens de Montréal) هو فريق هوكي جليد كندي محترف يلعب في الشعبة الأطلسية من القسم الشرقي في دوري الهوكي الوطني (NHL). حاز على كأس ستانلي 24 مرة أعوام 1916، 1924، 1930، 1931، 1944، 1946، 1953، 1956-1960، 1965، 1966، 1968، 1969، 1971، 1973، 1976-1979، 1986، 1993.

## التاريخ
تم تأسيس كانيديينز من قبل جيه أمبروز أوبراين في 4 ديسمبر 1909، كعضو ميثاق في الرابطة الوطنية للهوكي، سابقًا لدوري الهوكي الوطني. كان من المقرر أن يكون فريق المجتمع الفرانكفوني في مونتريال، المكون من لاعبين فرنكوفونيين، وتحت ملكية الفرنكوفونية في أسرع وقت ممكن.أطلق المؤسسون على الفريق اسم "Les Canadiens"، وهو مصطلح تم تحديده في ذلك الوقت مع المتحدثين بالفرنسية. للفريق الموسم الأول لم يكن ناجحا. بعد السنة الأولى، تم نقل الملكية إلى جورج كينيديمن مونتريال وتحسن سجل الفريق خلال المواسم التالية. فاز الفريق بأول بطولة كأس ستانلي في موسم 1915-16. في عام 1917، مع أربعة فرق أخرى من NHA، شكل الكانيديينزNHL، وفازوا بأول كأس NHL Stanley خلال موسم 1923–24، بقيادة هوارد مورينز. الفريق انتقل من جبل الملكي الساحة إلى منتدى مونتريال ل 1926-27 الموسم.
بدأ النادي عقد الثلاثينيات بنجاح، حيث فاز بكأس ستانلي عامي 1930 و1931. انخفض الكنديون ومنافسهم في مونتريال آنذاك، مونتريال مارونز، سواء على الجليد أو اقتصاديًا خلال فترة الكساد الكبير نمت الخسائر إلى درجة أن مالكي الفريق يفكرون في بيع الفريق إلى مصالح في كليفلاند، أوهايو، على الرغم من أنه تم العثور على المستثمرين المحليين في نهاية المطاف لتمويل الكنديين. لا يزال المارون يعلقون العمليات، وانتقل العديد من لاعبيهم إلى الكنديين.
فاز الكنديون بكأس ستانلي في عام 1986، بقيادة النجم الحارس الصاعد باتريك روي، وفي عام 1993، واصلوا خطهم في الفوز ببطولة واحدة على الأقل في كل عقد من عقد 1910 إلى التسعينيات (انتهى هذا الخط في 2000s). في عام 1996، انتقلت عائلة Habs من منتدى مونتريال، موطنهم خلال 70 موسماً و 22 كأس ستانلي ، إلى مركز مولسون (يسمى الآن مركز بيل).
بعد رحيل روي في عام 1995، سقط الكنديون في فترة ممتدة من المستوى المتوسط، غابوا عن التصفيات في أربعة من المواسم العشرة التالية وفشلوا في التقدم بعد الدور الثاني من التصفيات حتى عام 2010. بحلول أواخر التسعينيات، مع وجود فريق مريض وتفاقم الخسائر المالية بسبب انخفاض قيمة الدولار الكندي بشكل قياسي، خشي مشجعو مونتريال من أن ينتقل فريقهم إلى الولايات المتحدة. باع مالك الفريق مصنع مولسون السيطرة على الامتياز ومركز مولسون لرجل الأعمال الأمريكي جورج إن جيليت جونيور.في عام 2001، مع حق الرفض الأول لأي عملية بيع مستقبلية بواسطة خوليت وشرط أن يوافق مجلس محافظي NHL بالإجماع على أي محاولة للانتقال إلى مدينة جديدة. بقيادة رئيس النادي بيير بويفين، عاد الكنديون إلى كونهم مشروعًا مربحًا، وكسبوا عوائد إضافية من البث وأحداث الحلبة. في عام 2009 باع خوليت الامتياز إلى كونسورتيوم بقيادة عائلة مولسون والذي تضمن شركة وودبريدج وبيل كندا و Fonds de Solidarité FTQ و Michael Andlauer و Luc Bertrand والبنك الوطني الكندي مقابل 575 مليون دولار، أي أكثر من ضعف القيمة المالية 275 مليون دولار أنفقها على الشراء قبل ثماني سنوات.
خلال موسم 2008-09، احتفل الكنديون بالذكرى المئوية لتأسيسهم بأحداث مختلفة، بما في ذلك استضافة كل من NHL All-Star Game 2009، و 2009 NHL Entry Draft. أصبح الكنديون أول فريق في تاريخ دوري الهوكي الوطني يحقق 3000 انتصار بعد فوزهم 5-2 على فلوريدا بانثرز في 29 ديسمبر 2008.
لموسم 2020-21، نقل الدوري الكندي إلى جانب الفرق الستة الأخرى من كندا إلى القسم الشمالي. بسبب وباء COVID-19، لعب الكنديون فقط ضد فرق في القسم في الموسم العادي لتجنب قيود السفر بين الولايات المتحدة وكندا. جميع الفرق في الدرجة لعبت بدون جماهير لبدء الموسم. تقدم الكنديون إلى تصفيات كأس ستانلي 2021، بفوزه على تورونتو مابل ليفز في الجولة الأولى من التصفيات 4-3، متغلبًا على تقدم مابل ليفز 3-1 في السلسلة. ثم اكتسح الكنديون وينيبيج جيتس في الجولة الثانية، وتقدموا إلى الدور قبل النهائي لكأس ستانلي. هزم الكنديون فيغاس جولدن نايتس في الدور قبل النهائي، وحققوا فوزًا إضافيًا في اللعبة 6 من السلسلة، ووصلوا إلى نهائيات كأس ستانلي الأولى في 28 عامًا، بينما كان أيضًا أول فريق كندي يصل إلى النهائيات منذ فانكوفر. كانوكس في عام 2011. خسرت مونتريال النهائيات أمام تامبا باي لايتنينغ، 4 مباريات مقابل 1.